# Planctomycetota
Planctomycetota, anteriormente nomeado Planctomycetes, é um filo de bactérias aquáticas encontradas em água doce, salobra e marinha. Têm forma ovóide e reproduzem-se por gemulação. O ciclo biológico implica a alternância entre células sésseis e flageladas. As células sésseis formam células flageladas por gemulação, as quais nadam durante certo tempo antes de estabelecerem-se e começarem a reprodução.

## Estrutura
Embora inicialmente se pensasse que os organismos pertencentes a este grupo careciam de mureína na sua parede celular estudos recentes revelam que os Planctomycetota apresentam uma estrutura fina de mureína. A mureína é um importante heteropolímero presente na maioria das paredes celulares bacterianas, que serve como componente protector no esqueleto da parede celular. As paredes são principalmente compostas por uma glicoproteína rica em glutamato. Planctomycetota possui estruturas internas mais complexas que as que existem nos procariontes típicos. Ainda que não possuam núcleo, no sentido eucariota, o material nuclear está contido, por vezes, dentro de una membrana dupla. Para além deste nucleóide, existem dois outros compartimentos separados por membranas: o riboplasma (oo pirelulossoma) que contém ribossomas com as proteínas associadas e o parifoplasma que não contém ribossomas (Glockner, 2003).

## Genoma
A sequenciação do ARN mostra que as relações dos Planctomycetota com as demais bactérias são distantes. Algumas cadeias essenciais não se organizam em operões, o que não é usual para uma bacteria (Glockner, 2003). Através de compações de sequências, descobriram-se alguns genes que são similares aos que possuem os eucariones. Um exemplo disto é a significativa homologia de uma sequência genética de Gemmata obscuriglobus com a integrina alfa-V, uma proteína importante para a transdução de sinais transmembranares nos eucariontes (Jenkins y otros, 2002).
Cavalier-Smith considera que Planctomycetota pode ser incluída no clado Planctobacteria, e este por sua vez no clado Gracilicutes.